# Wolfgang Kosack
Wolfgang Kosack (n.1943, Berlín) es un egiptólogo alemán, copto y escritor. Es experto en la traducción de textos en copto antiguo. Actualmente vive y trabaja en Berlín, Alemania.

## Obra
- Lehrbuch des Koptischen. Teil I: Koptische Grammatik. Teil II: Koptische Lesestücke, Graz 1974
- Wenz, W., Spanz, B. & Kosack, W., "Blick in die Vergangenheit: Ägyptische Mumie im Röntgenlicht," Der Radiologe 15, 1975, 45-49
- Alltag im alten Ägypten. Aus der Ägyptensammlung des Museums, Freiburg i. Br. 1974
- "Antike Touristen in Aegypten," Armant 13, 1974, 3-20
- "Zwei koptische Texte aus der Bonner Universitätsbibliothek," Muséon 85, 1972, 419-424
- Historisches Kartenwerk Ägyptens. Altägyptische Fundstellen. Mittelalterliches arabisches Ägypten. *Koptische Kultur (Delta, Mittelägypten, Oberägypten). Bearbeitet, gezeichnet und kommentiert, Bonn 1971.[2]
- "Der Gattungsbegriff "Volkserzählung"," Fabula, Berlin-New York 12, 1971, 18-47
- "Koptische Kirchenlieder der Osterzeit," Armant 7, 1970, 5-44
- Die Legende im Koptischen. Untersuchungen zur Volksliteratur Ägyptens, Bonn 1970
- "Ein altaegyptisches Hausbuch der Tiermedizin," Armant 3, 1969,172-184
- "Hieroglyphen - die Entzauberung ihres Geheimnisses," Armant 2, 1968, 69-100
- "Ein satirischer Briefwechsel zwischen Hori und Amenemope," Armant 2, 1968, 104-112
- "Eine neue Droge in der altägyptischen Medizin," Armant 1, 1968, 2-10
- Die Legende im Koptischen. Untersuchungen zur Volksliteratur Ägyptens. Habelt, Bonn 1970
- Historisches Kartenwerk Ägyptens. Habelt, Bonn 1971, ISBN 3-7749-1126-6
- Lehrbuch des Koptischen. Teil I: Koptische Grammatik. Teil II: Koptische Lesestücke. Akademische Druck- und Verlagsanstalt, Graz 1974, ISBN 3-201-00889-3
- Antike Kultur auf Münzen von Qarara. Städtische Museen, Freiburg im Breisgau 1977
- Der medizinische Papyrus Edwin Smith. The New York Academy of Medicine, Inv. 217; Neu in Hieroglyphen übertragen, übersetzt und bearbeitet: Berlín 2011; Verlag Christoph Brunner, Basel 2012, ISBN 978-3-033-03331-3 Deutsche Nationalbibliothek http://d-nb.info/1026714648
- Der koptische Heiligenkalender. Deutsch - Koptisch - Arabisch nach den besten Quellen neu bearbeitet und vollständig herausgegeben mit Index Sanctorum koptischer Heiliger, Index der Namen auf Koptisch, Koptische Patriarchenliste, Geografische Liste. Berlín, Verlag Christoph Brunner, 2012, 4°, ISBN 978-3-9524018-4-2. Deutsche Nationalbibliothek http://d-nb.info/1026714664/about/html
- Die altägyptischen Pyramidentexte. In neuer deutscher Uebersetzung; vollständig bearbeitet und herausgegeben von Wolfgang Kosack Christoph Brunner, Berlín 2012, ISBN 978-3-9524018-1-1.
- Ägyptische Zeichenliste I. Grundlagen der Hieroglyphenschrift. Definition, Gestaltung und Gebrauch ägyptischer Schriftzeichen. Vorarbeiten zu einer Schriftliste. Berlín 2012, Verlag Christoph Brunner Basel 2013, ISBN 978-3-9524018-0-4
- Ägyptische Zeichenliste II. 8500 Hieroglyphen aller Epochen. Lesungen, Deutungen, Verwendungen gesammelt und bearbeitet. Berlín 2013, Verlag Brunner Christoph, ISBN 978-3-9524018-2-8
- Schenute von Atripe De judicio finale. Papyruskodex 63000.IV im Museo Egizio di Torino. Einleitung, Textbearbeitung und Übersetzung herausgegeben von Wolfgang Kosack. Berlín 2013, Verlag Brunner Christoph, ISBN 978-3-9524018-5-9
- So viel zum Thema Moses...: Neue Fragen zum Alten Testament. Die Schlechte und die Gute Nachricht. Für Juden, Christen, Moslems. Books on Demand. Norderstedt, 2013. ISBN 978-3-9524018-6-6
- So viel zum Thema Islam: Neues von der Botschaft Muhammads, über das "Buch, was man lesen muss", für Juden, Christen, Moslems. Books on Demand. Norderstedt, 2013. ISBN 978-3-7322-3240-6
- Die altägyptischen Personennamen. Ein Beitrag zur Kulturgeschichte Aegyptens. Berlín 2013, Verlag Christoph Brunner ISBN 978-3-9524018-7-3
- Kurze Sprachlehre des Mittelägyptischen. Verlag Christoph Brunner, Basel 2013, ISBN 978-3-9524018-8-0.
- Koptisches Handlexikon des Bohairischen. Koptisch - Deutsch - Arabisch. Verlag Christoph Brunner, Basel 2013, ISBN 978-3-9524018-9-7.
- Shenoute of Atripe "De vita christiana": M 604 Pierpont-Morgan-Library New York/Ms. OR 12689 British-Library/London and Ms. Clarendon Press b. 4, Frg. Bodleian-Library/Oxford. Introduction, edition of the text and translation into German by Wolfgang Kosack / Verlag Christoph Brunner, Basel 2013. ISBN 978-3-906206-00-4
- Essen und Trinken im alten Aegypten: Bildliche Darstellungen, hieroglyphische Texte und die Bearbeitung der Quellen. Christoph Brunner, Berlín 2014.ISBN 978-3-906206-03-5.
- Basilios "De archangelo Michael": sahidice Pseudo - Euhodios "De resurrectione": sahidice Pseudo - Euhodios "De dormitione Mariae virginis": sahidice & bohairice : < Papyruskodex Turin, Mus. Egizio Cat. 63000 XI. > nebst Varianten und Fragmente. In Parallelzeilen ediert, kommentiert und übersetzt von Wolfgang Kosack.  Verlag Christoph Brunner, Berlín 2014. ISBN 978-3-906206-02-8.
- Novum Testamentum Coptice: Neues Testament, Bohairisch, ediert von Wolfgang Kosack. Novum Testamentum, Bohairice, curavit Wolfgang Kosack. Koptisch - Deutsch. Verlag Christoph Brunner, Basel 2014. ISBN 978-3-906206-04-2.
- Ost-Märchen. Gedanken und Erinnerungen an eine längst vergangene Zeit. Berlin, zum 60. Jahrestag der Republik -(für Westler) 7. Oktober 2010. Christoph Brunner, Basel 2014, ISBN 978-3-906206-05-9.
- Geschichte der Gnosis in Antike, Urchristentum und Islam. Texte, Bilder, Dokumente. 525 Seiten. Christoph Brunner, Basel 2014. ISBN 978-3-906206-06-6
- Collectanea Aegyptiaca. Aufsätze und Studien zur Kulturgeschichte des Alten Aegyptens. Verlag Christoph Brunner, Basel 2014. ISBN 978-3-906206-08-0.
- Hallo, ihr Lebenden auf der Erde! Teil I. + II. Lebensberichte aus der Pharaonenzeit auf Gräbern und Denksteinen. Gesammelt, übersetzt und kommentiert. 800 Seiten. Verlag Christoph Brunner, Basel 2014. ISBN 978-3-906206-09-7.
- Islamische Schriftkunst des Kufischen Geometrisches Kufi in 593 Schriftbeispielen. Deutsch - Kufi - Arabisch. 380 Seiten. Verlag Christoph Brunner, Basel 2014, ISBN 978-3-906206-10-3.
- Die koptischen Akten der Konzile von Nikaia und Ephesos. Textfragmente und Handschriften in Paris, Turin, Neapel, Wien und Kairo. In Parallelzeilen herausgegeben, bearbeitet und übersetzt. Koptisch - Deutsch. Verlag Christoph Brunner, Basel 2015, ISBN 978-3-906206-07-3.
- Berliner Hefte zur ägyptischen Literatur 1 - 12: Teil I. 1 - 6/ Teil II. 7 - 12 (2 Bände). Paralleltexte in Hieroglyphen mit Einführungen und Uebersetzung. Deutsch - Hieroglyphen / Wolfgang Kosack. ISBN 978-3-906206-11-0.
- Geschichte der Gnosis II.: Jesus und das neue Testament. Eine Botschaft Christi. Für Juden, Christen, Moslems. Verlag Christoph Brunner, Basel. ISBN 978-3-906206-12-7.
- Collectanea Cóptica. Die titellose gnostische Schrift „Traktat vom Urvater Sêtheus“ aus dem Codex Brucianus. Nag Hamadi Codex VI, 48-51, 23 Platons Politeia in einer koptischen Übersetzung Schenute oder nicht? (Pierpont-Morgan-Library/New York + Univ. Michigan) Die koptischen Psalmenkonkordanzen. Lesen und Schreiben im Ägypten der Spätantike. Velag Christoph Brunner, Basel 2015. ISBN 978-3-906206-13-4.
- Hiera Grammata. Beiträge zur Entstehung ägyptischer Hieroglyphen. Verlag Christoph Brunner, Basel 2015. ISBN 978-3-906206-15-8.
- Aegyptologie im Umbruch. Eine Streitschrift. Verlag Christoph Brunner, Basel 2015. ISBN 978-3-906206-16-5
- Kurze Geschichte der Kopten. Christoph Brunner, Basel 2015, ISBN 978-3-906206-17-2.
- Ein zweiter Rembrandt:  "Die Staalmeesters" - Kunsthistorische Studie -   Christoph Brunner, Basel 2015, ISBN 978-3-906206-14-1.
- Koptische Lehrbriefe Bohairisch. Deutsch - Koptisch - Arabisch - Bohairisch. Christoph Brunner, Basel 2016. ISBN 978-3-906206-20-2.
- Ernst Koerner – Ein Berliner Orientmaler des 19. Jahrhunderts – Mit Werksverzeichnis und Themenliste seiner Gemälde. Basel 2015, ISBN 978-3-906206-19-6.
- Laotse Von der Kraft und Vom Sinn. Buch der Sinnsprüche in 81 Abschnitten und 2 Teilen. Uebertragen aus den Seidentexten zu Ma Wang Dui <Provinz Honan> Christoph Brunner, Basel 2014. ISBN 978-3-906206-18-9.
- Nu mute gi liden den bitteren doet... Der Berliner Totentanz. Kritischer Text, Uebersetzung und Kommentar des niederdeutschen Gedichts. Christoph Brunner, Basel 2016. ISBN 978-3-906206-22-6.
- Fellachenmärchen. Märchen im ägyptisch-arabischen Volksdialekt. Verlag Christoph Brunner, Basel 2016. ISBN 978-3-906206-26-4.
- Schachmatt. Kaskade der Seltsamkeiten. Historische Groteske in 11 Bildern. Verlag Christoph Brunner, Basel 2016. ISBN 978-3-906206-26-4.
- Japanische Manga - Love Story: "Yura, Makoto und die Liebe." von Katsu Aki. Eine kritische Würdigung. Hamburg: Carlsenmanga 2004 - 2013. Verlag Christoph Brunner, Basel 2016. ISBN 978-3-906206-27-1.
- Die Menlichen Krefte der Liebe: Zur Frage der Sexualität Friedrichs des Grossen. Studien und Quellen. Verlag Christoph Brunner, Basel 2016. ISBN 978-3-906206-23-3.
- Die Wurzel Jesse zu Xanten.: Die Predella des Marienaltars, ein spätes Meisterwerk Heinrich Douvermanns. Beschrieben, erklärt und erläutert. Verlag Christoph Brunner, Basel 2016. ISBN 978-3-906206-29-5.
- Die Geschichte von der Sonnenkatze und dem kleinen Affen : Ein altägyptisches Märchen für Kinder ISBN 978-3-906206-31-8.
- Lexikon des Gräcoägyptischen. Transkriptionen, Hieroglyphen und koptische Belege mit einer Einführung in die Aussprache des Altägyptischen. 3 Bände. Verlag Christoph Brunner, Basel2016 ISBN 978-3-906206-24-0.
- Zeremonialtexte der Dritten Dynastie. Pap. Ramesseum B + E und der Schabakostein. Neu herausgegeben, bearbeitet und übersetzt. Verlag Christoph Brunner, Basel 2016, ISBN 978-3-906206-34-9.
- Frühe Kunst im Orient. Ein Ausweg aus der Misere des Islam - IS und Euroislam in der Krise - Christoph Brunner, Basel 2016, ISBN 978-3-906206-36-3.
- Persische Sinnsprüche. Vierzeiler von Omar Chajjam. Christoph Brunner, Basel 2016, ISBN 978-3-906206-37-0.
- Schrift der Pharaonen. Hieroglyphen für Anfänger. Mit zahlreichen Schriftproben, 140 Abbildungn und 500 Hieroglyphen. Christoph Brunner, Basel 2017, ISBN 978-3-906206-38-7.
- Sadi. Buch der Weisheit.(Pand Nameh). Mit einem Nachwort aus dem Persischen übersetzt und nachgedichtet von Wolfgang Kosack. Christoph Brunner, Basel 2017. ISBN 978-3-906206-39-4
- Wolfgang Kosack: Wörterbuch der ägyptischen Sprache. Herausgegeben von Adolf Erman und Hermann Grapow. Erweitert, korrigiert und ergänzt von Wolfgang Kosack. 5 Bände, 5644 Seiten. Christoph Brunner, Nunningen 2018, ISBN 978-3-906206-40-0.
- Wo die Wüste sich dehnt und die Nilflut rollt... Biblisches und muslimisches Aegypten im Spiegel deutscher Dichtung. Ausgewählt und zusammengestellt von Wolfgang Kosack. Christoph Brunner, Basel 2017. ISBN 978-3-906206-41-7.
- Pheidias? Die Archäologie des klassischen Aegyptens auf dem Prüfstand. Christoph Brunner, Nunningen 2017, ISBN 978-3-906206-43-1
- Wozu sind die Aegyptologen gut? Aegyptologie im Abend- und im Morgenland. Christoph Brunner, Nunningen 2017, ISBN 978-3-906206-44-8
- Unter Palmen und Tempelruinen. Das alte Aegypten im Spiegel der Deutschen Dichtung. Ausgewählt und zusammengestellt von Wolfgang Kosack. Christoph Brunner, Nunningen 2017, ISBN 978-3-906206-45-5
- Geschichten aus einem Verlag. Beiläufige Chronik des „Verlags Christoph Brunner“. Christoph Brunner, Nunningen 2018, ISBN 978-3-906206-49-3.
- Kurze Geschichte des Altägyptischen. Basisgrammatik für Fortgeschrittene. Christoph Brunner, Nunningen, 2018, ISBN 978-3-906206-50-9
- Der versteinerte Islam. IS, Islamisten und wir. Verlag Christoph Brunner, Nunningen 2019, ISBN: 978-3-906206-51-6.